# Pucari
Pucari (en serbe cyrillique : Пуцари) est un village de Bosnie-Herzégovine. Il est situé dans la municipalité de Kozarska Dubica et dans la république serbe de Bosnie. Selon les premiers résultats du recensement bosnien de 2013, il compte 147 habitants.

## Démographie

### Évolution historique de la population dans la localité
| 1948 | 1953 | 1961 | 1971 | 1981 | 1991 | 2013 |
| ---- | ---- | ---- | ---- | ---- | ---- | ---- |
| 504  | 436  | 374  | 404  | 331  | 238, | 147  |

|  |

### Communauté locale
En 1991, la communauté locale de Pucari comptait 1 434 habitants, répartis de la manière suivante :